# Jørgen von Cappelen Knudtzon
Jørgen von Cappelen Knudtzon est un homme d'affaires et mécène norvégien né à Trondheim le 28 avril 1784 et mort à Ivry-sur-Seine le 29 juillet 1854.

## Biographie
Jørgen von Cappelen Knudtzon est le deuxième enfant de Hans Carl Knudtzon (1751–1823), marchand et homme politique, et de Karen Müller (1752–1818). Son père était né à Bredstedt, en Frise du Nord (aujourd'hui partie du land du Schleswig-Holstein) et s'était établi comme un homme d'affaires important à Trondheim où il dirigeait la société Hans Knudtzon & Co.. Jørgen von Cappelen Knudtzon n'appartenait pas à la famille norvégienne Cappelen mais devait son nom à un ami de son père issu de cette famille. Sa sœur, Catherine Meincke Knudtzon (1781-1860), était mariée à Antoine Marie Labouchère (1775-1829), et vivait au Havre.
En 1794, Jørgen von Cappelen Knudtzon s'est inscrit dans une académie militaire à Copenhague mais ne voulant plus faire une carrière militaire il rentre chez lui en 1798. L'année suivante, il a décidé de se rendre dans la ville allemande de Hambourg pour étudier le commerce. À la mort de son père, il a hérité de l'entreprise familiale, bien que son beau-frère Lorentz Johannsen (1769–1837) en devienne le directeur. Knudtzon y a vu l'opportunité de voyager vers des destinations étrangères comme subrécargue. Avec les navires de commerce de l'entreprise familiale, Knudtzon voyage souvent vers des destinations étrangères, aux Indes orientales néerlandaises, aux Caraïbes. Au cours d'un voyage aux Antilles, le navire a fait naufrage près de la Jamaïque. Sur le navire de sauvetage, il s'est lié d'amitié avec l'Écossais Alexander Baillie, avec qui il a voyagé en l'Europe. Ils passaient l'hiver en Italie, de préférence à Rome ou à Naples où Knudtzon avait une résidence. En Italie, il est devenu l'ami et le mécène de Lord Byron, du sculpteur Bertel Thorvaldsen et du violoniste Ole Bull. À Paris, il a soutenu  le pianiste de Trondheim Thomas Tellefsen (1823-1884) qui a étudié avec Frédéric Chopin entre 1844 et 1847. Il a rencontré Napoléon en 1815 sur l'île d'Elbe.
À son retour en Europe, Knudtzon s'est établi comme bienfaiteur à Trondheim. Avec son grand intérêt pour l'art, il a fait des dons à des artistes norvégiens et a réuni une collection d'œuvres d'art de l'Antiquité et de son époque. Dans les années 1815-1816, Bertel Thorvaldsen réalisa des bustes de Jørgen Knudtzon, le père de Jørgen, Hans Carl Knudtzon, et Alexander Baillie, que le frère de Jørgen, Broder Lysholm Knudtzon, a légué à la Société royale des lettres et des sciences de Norvège. Dans les dernières années de sa vie, Knudtzon a soutenu la création du musée Thorvaldsen qui a ouvert en 1848 à Copenhague. Il avait hérité de ses parents d'un collection d'argenterie. D'abord conservée dans sa résidence de Naples, elle a été ramenée en Norvège peu de temps avant sa mort. Elle a été transférée au musée des arts décoratifs et du design (Kunstindustrimuseet) d'Oslo.
Il est mort au cours d'un voyage à Paris, le 29 juillet 1854. Il a été inhumé au cimetière de Montmartre.